# Karl Oerdögh
Karl Oerdögh (auch Ördögh, Ördogh, Oerdoegh; * 10. Februar 1908 in Wien; † 27. Dezember 2001 ebenda) war ein österreichischer Eishockeytorwart und Hockeyspieler, Hockeytrainer und Eishockeyschiedsrichter. Er nahm mit der österreichischen Feldhockey-Nationalmannschaft an den Olympischen Sommerspielen 1928 und 1948 sowie als Nationaltrainer 1952 teil. Mit der österreichischen Eishockeynationalmannschaft nahm er an den Eishockey-Weltmeisterschaften 1934 und 1935 teil.

## Karriere
Karl Oerdögh gehörte in seiner Jugend dem Währinger Jugendspiel-Verein (dem späteren HC Währing) an und spielte ab 1925 Eishockey. Parallel dazu spielte er Landhockey (beim ÖHC) und Tischtennis.

### Als Eishockeyspieler
Oerdögh spielte als Eishockeytorwart ab 1927 für den Pötzleinsdorfer Sport Klub und ab 1932 – nach der Umbenennung – für den EK Engelmann Wien. Im November 1938 wechselte er zum Lokalrivalen Wiener Eislauf-Verein.
Nach dem 1939 erfolgten Zusammenschluss von WEV mit dem EKE zur Wiener Eissportgemeinschaft (WEG) spielte er (sicher bis 1942) für diese. Nach dem Zweiten Weltkrieg war er in der Saison 1945/46 wieder für den WEV aktiv. In der Saison 1947/48 war er beim Straßenbahner SV aktiv und wurde im Januar 1948 an den EKE ausgeliehen.
International trat er mit der Eishockeynationalmannschaft bei einer Vielzahl von Turnieren an und gewann unter anderem bei der Eishockey-Europameisterschaft 1932 die Silbermedaille. Zudem gehörte er dem Nationalkader bei den Eishockey-Weltmeisterschaften 1934 und 1935 an, wobei er 1934 als bester Torhüter des Turniers ausgezeichnet wurde.
Neben seiner Spielerkarriere fungierte Karl Oerdögh auch als Eishockeyschiedsrichter.

### Als Feldhockeyspieler und -trainer
In der Sportart Hockey spielte er (ebenfalls als Torhüter) zunächst für die Österreichische Lehrer-Sportvereinigung, die mit dem Währinger Jugendspiel-Verein kooperierte, und ab 1927 für den Österreichischen Hockey Club (ÖHC). In den 1930er Jahren war er für den Spitzenklub HC Währing aktiv, in der Saison 1932/33 für den Kritzendorfer SC sowie in den 1940er Jahren für die Spielgemeinschaft SV Arminen/Währing. Nach dem Zweiten Weltkrieg spielte er Feldhockey für den Straßenbahner SV (1947) und abermals den HC Währing (1950).
Seine internationale Karriere im Feldhockey wurde durch drei Teilnahmen an Olympischen Sommerspielen gekrönt – 1928 und 1948 als Spieler sowie 1952 als Feldhockey-Nationaltrainer. Er wurde am Dornbacher Friedhof bestattet.

## Erfolge und Auszeichnungen
- mehrfacher Österreichischer Meister im Feldhockey mit dem HC Währing
- Träger des Internationalen Abzeichens 1928, 1932, 1933, 1934, 1935, 1936, 1937
- 1932 Österreichischer Meister mit dem Pötzleinsdorfer SK
- 1932 Silbermedaille bei der Eishockey-Europameisterschaft
- 1934 Bester Torhüter der Eishockey-Weltmeisterschaft
- 1936 Österreichischer Meister mit dem EK Engelmann Wien
- 1938 Österreichischer Meister mit dem EK Engelmann Wien
- 1940 Deutscher Meister mit der Wiener Eissportgemeinschaft